# Stefano Zacchiroli
Stefano Zacchiroli (n. 16 de marzo de 1979) fue líder del proyecto Debian, sucediendo a Steve McIntyre desde abril de 2010 hasta abril de 2013, cuando le sucedió Lucas Nussbaum. Zacchiroli se convirtió en un desarrollador de Debian en el año 2001. Después de asistir a LinuxTag en 2004, se convirtió en uno de los participantes más  activos en la comunidad de Debian, y el propio proyecto.
Zacchiroli obtuvo un doctorado en ciencias de la computación en 2007 en la Universidad de Bolonia y se trasladó a la Universidad de París Diderot por su investigación postdoctoral. Él está involucrado en el proyecto MANCOOSI de trabajo, sobre la aplicación de métodos formales para la solución de problemas de complejidad en la gestión de distribuciones de GNU/Linux.
Desde el punto de vista técnico, Zacchiroli ha participado en Debian principalmente en el paquete Objetive Caml y en el equipo de aseguramiento de calidad.